# Список персональных дач Сталина
С 1919 по 1953 год Сталин использовал многочисленные резиденции (персональные дачи) для отдыха, лечения и работы. Малая часть из них были или построены до революции, оставлены прежними хозяевами, переоборудованы под желания вождя. Большая часть же были специально построены в различные годы его жизни. На данный момент насчитывается до 20 таких резиденций, часть которых не сохранилось по различным причинам. Большинство объектов закрыты для посещения на данный момент или являются резиденциями видных политических деятелей.

## История
В 1919 году вместе со служебной квартирой в Москве Сталин получил свою первую загородную дачу — дом бывшего бакинского нефтепромышленника Л. К. Зубалова. На тот момент количество дач ограничивалось одной. В дальнейшем их количество постоянно росло. Часть загородных дач находилась в непосредственной близости к Москве и использовалась для отдыха и работы в течение года. Другая часть была расположена на юге страны и использовались также для лечения. По воспоминаниям начальника охраны Н. С. Власика, Сталин с семьей уезжал на Чёрное море на 2 месяца раз в год в августе-сентябре. В своих резиденциях Сталин лично занимался организацией их благоустройства и дачного хозяйства. Обустройством занимались специальные люди, а Сталин «брал лишь иногда в руки садовые ножницы и подстригал сухие ветки». На дачах он принимал многочисленных гостей.
На строительство и содержание персональных дач тратились большие средства. Так в 1951 году из бюджета управления охраны только на содержание государственных дач и квартир Сталина было потрачено 23,3 млн рублей (средняя годовая зарплата 3 тысяч рабочих). А стоимость строительства одной дороги для дачи у озера Рица составила 16,5 млн рублей. К дачам пристраивались специальные подземные бункеры, строительством которых занималось СМУ-12 Метростроя. Обслуживали и охраняли дачи сотни людей. Так в штате только кремлёвской квартиры и Ближней дачи было 73 человека обслуживающего персонала и 335 человек охраны. По воспоминаниям дочери Сталина Светланы Аллилуевой, дачи часто перестраивали по пожеланию отца:
Куда бы он ни приезжал отдыхать на юг, к следующему сезону дом весь перестраивали. То ему не хватало солнца, то нужна была тенистая терраса; если был один этаж — пристраивали второй, а если их было два — то один сносили… Мама моя не успела вкусить позднейшей роскоши из неограниченных казенных средств — все это пришло после ее смерти [в 1932 году], когда дом стал на казенную ногу, военизировался, и хозяйство стали вести оперуполномоченные от МГБ. При маме жизнь выглядела нормально и скромно…

Умер Сталин на своей даче в Кунцево, где он постоянно проживал после смерти жены в 1932 году.

## Список известных персональных дач Сталина

### Россия
- «Ближняя дача» (Москва)
- Дача «Зубалово-4» (Калчуга, Московская область)
- «Дальняя дача» (Семеновское, Московская область)
- «Дача в Липках» (Мытищи, Московская область)
- «Долгие Бороды» (Валдай, Новгородская область)
- Дача «Новая Мацеста» (Хостинский район, Сочи)

### Абхазия
- Дача «Холодная речка» (Гагры)
- Дача на озере Рица (Гудаутский район)
- Дача «Мюссера» (Мысра)
- Дача в Новом Афоне (Новый Афон)
- Дача «Сухуми» (Сухумский район)

### Крым
- Дача в Малой Сосновке (Массандра)